# Jacques Daléchamps
Jacques Daléchamps o D’Aléchamps (1513, Caen - 1 de mayo de 1588, Lyon) fue un médico, botánico, filólogo, y naturalista francés, célebre por sus traducciones latinas enriquecidas de notas de Atenas.

## Biografía
Ingresa a la Universidad de Montpellier en 1545 y recibe su título de doctor en 1547. Sigue los cursos de Guillaume Rondelet. Luego de permanecer algunos años en Grenoble y en Valence, y se instala en Lyon en 1552. En esa ciudad, donde permanece hasta su deceso, ejerce la medicina en el Hôtel-Dieu.

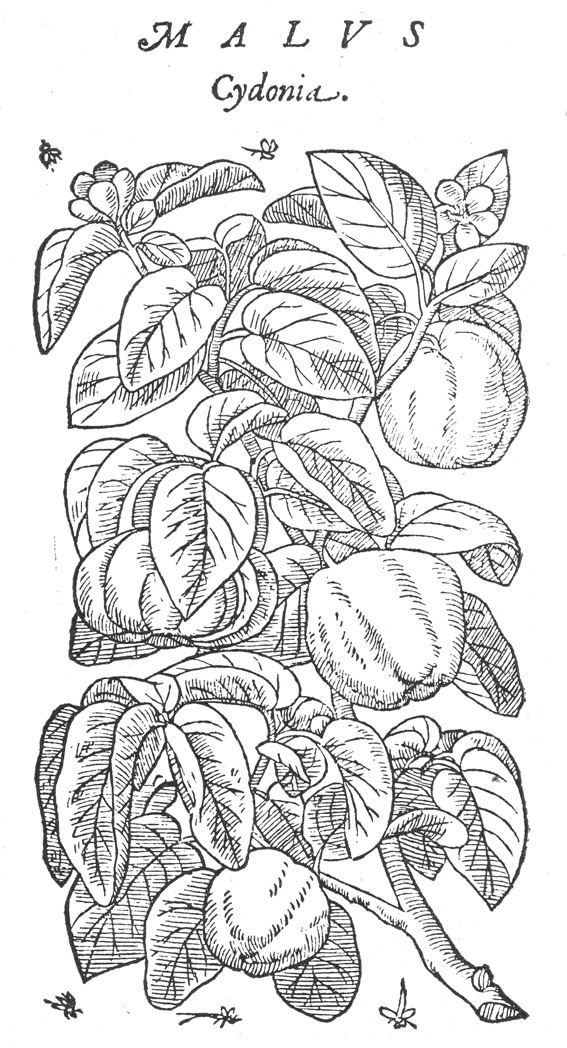
Ilustración de Cydonia oblonga en Historia generalis Plantarum.

Su obra más importante fue Historia generalis plantarum (1586-1687), compilación de todos los conocimientos botánicos de su época, que fue publicada en Lyon, y que a veces se presenta como Historia plantarum Lugdunensis por sus descripciones de la flora autóctona de la ciudad. Aunque su nombre aparece sobre la carátula, no hay dudas que ciertas partes son de la pluma de Jean Bauhin y de Jean Des Moulins. La obra está ornada de 2731 grabados en madera, a veces algo mediocres. Daléchamps le encarga a Des Moulins la edición de sus notas, así no se sabe con precisión la responsabilidad de uno o del otro. Gaspard Bauhin publicará, en 1601, una crítica bastante virulenta.
Publica, en 1570, su Chirurgie françoise, igualmente en Lyon y traduce, en 1572, la obra de Galeno (Administrations anatomiques de Claude Galien, traduictes fidèlement du grec en françois par M. Jaques Dalechamps,… corrigées en infinis passages avec extrême diligence du traducteur). También traduce otros autores clásicos como Plinio el Viejo. Contribuye, más que muchos otros del siglo XVI, a realizar progresos, sobre las ciencias y a vulgarizar las obvras de la antiguiedad. También efectuó traducciones francesas de Pablo de Egina, de Galeno.

## Honores
Charles Plumier le dedica el género Dalechampia Plum. ex L. de la familia Euphorbiaceae.
más de 20 especies
- - (Asteraceae) Urospermum dalechampii  F.W.Schmidt
  - (Alismataceae) Damasonium dalechampii Gray
  - (Euphorbiaceae) Esula dalechampii Haw.
  - (Fagaceae) Quercus dalechampii Ten.

## Publicaciones
- Historia generalis plantarum. Lyon, chez Guil. Roville, 1586. 1.ª ed. conteniendo dos errata, índice en latín, francés, griego, árabe, italiano, castellano, alemán, flamenco, bohemio, inglés. Obra traducida por Jean Des Moulins, 1615, donde se presentans todos los conocimientos que se poseían de botánica, mas hecho copiando publicaciones, de una fuente del s. XIX (Diccionario Bouillet)
- una edición de Atenas, con traducción latina y comentarios, 1598
- Chirurgie Françoise. Avec plusieurs figures des Instrumens nécessaires pour l’operation manuelle: et depuis augmentee d’autres annotations sur tous les chapitres. Ensemble de quelques traictez des operations de chirurgie, facilitees & esclaircies par M. Jean Girault, Chirurgien Juré, fort celebre à Paris: avec les figures des instruments de Chirurgie. París, Olivier de Varennes, 1610. La Chirurgie française de Dalechamps fue una obra muy rara.
- Histoire générale des Plantes contenant VIII livres également departis en deux tomes : Sortie latine de la Bibliothèque de Me Jacques Dalechamps puis faite par Françoise par Me Jean des Moulins, mèdecins très-fameux de leur siècle, où sont pourtraités et descrites infinies plantes par les noms propres de diverses Nations, leurs espèces, forme, origine, saison, temperament naturel et vertus convenables à la mèdecine, avec un indice contenu au commencement du second, tome très utile et très nécessaire pour monstrer les proprietez des Simples, et donner guérison à toutes les parties du corps humain. Ensemble les tables des noms en diverses langues. Lyon, Guillaume Rouille, 1615. 1.ª ed. francesa, que fue traducida del latín al francés por de Moulins.

- La abreviatura «Daléchamps» se emplea para indicar a Jacques Daléchamps como autoridad en la descripción y clasificación científica de los vegetales.[2]